# 科芬 (伊利諾伊州)
科芬（英語：Coffeen）是一個位於美國伊利諾伊州蒙哥馬利縣的城市。

## 地理
科芬的座標為39°05′25″N 89°23′34″W / 39.09028°N 89.39278°W，而該地的平均海拔高度為191米（即627英尺）。

## 人口
根據2010年美國人口普查的數據，科芬的面積為3.09平方千米，當中陸地面積為3.09平方千米，而水域面積為0.00平方千米。當地共有人口685人，而人口密度為每平方千米221.68人。